# Marie Terezie z Ahlefeldtu
Marie Terezie z Ahlefeldtu, roz. princezna z Thurn-Taxisu (německy Maria Theresia von Ahlefeldt, 28. února 1755, Řezno – 20. prosince 1810, Praha), byla německá hudební skladatelka a klavíristka. Kvůli svému sňatku s dánským diplomatem a královským komorníkem Ferdinandem hrabětem z Ahlefeldtu (1747–1815) v roce 1780 a jejímu dlouhodobému pobytu v Dánsku je považována za „první dánskou skladatelku“.

## Život
Marie Terezie vyrůstala v prostředí uměnímilovné knížecí rodiny Thurn-Taxisů v rodném Řezně. O bohatství repertoáru tehdejší doby vypovídá sbírka historických hudebnin v Řezenském dvoře (Regensburger Hof) ve Vídni. O jejím skladatelském a klavíristickém vzdělání není nic známo. Jedna z jejích pozdějších symfonií je v RISM současně uvedena jako dílo českého skladatele Františka Xavera Pokorného (1729–1794), který byl v letech 1766 - asi 1770 angažován u řezenské dvorní kapely. Díky této duplicitě je možné usuzovat na vztah učitel-žákyně, což však dosud nebylo doloženo.
Od roku 1780, v roce její svatby, jak je uvedeno v The New Groove Dictionary of Women Composers (1994), žila Marie Terezie v braniborském městě Ansbachu obklopena hudbou tamní dvorní kapely, deset let předtím výrazně rozšířené o někdejší bayreuthskou dvorní kapelu. V Ansbachu se Marie Terezie spřátelila s anglickou básnířkou, pozdější markraběnkou, Lady Elizabeth Cravenovou.
Po zrušení markrabství roku 1791 se manželé Ahlefeldtovi usadili v Kodani, kde její manžel dostal funkci ředitele Královského divadla a ona několikrát veřejně vystupovala se svými skladbami a jako klavíristka.
Její nejznámější skladbou je její operní balet Télemachos a Kalypsó zkomponovaný v Ansbachu roku 1782, který měl premiéru v Kodani 28. prosince 1792 v kodaňském Královském divadle a do roku 1812, i v době po její smrti, byl uveden celkem 37krát. Jeden z klavírních výtahů opery, který Ahlefeldtová napsala vlastní rukou, má německý nadpis: TELEMAK / auf der Insel Calypso / Ein Opera Ballet in IV Acten / vom / Ballet=Meister Galeotti / in Music gesezt, und zum Klavir [!] eingerichtet / von / Gräfin M: T: von Ahlefeldt / geborene Princess: von Thurn und Taxis. Podle RISM byl autorem (ansbašského) textu baletní mistr Vincenzo Galeotti, tato informace však také vyžaduje ověření.
Ahlefeldtová zkomponovala ještě několik oper, vokálních skladeb a jednu či dvě symfonie.
Později se rodina dostala do potíží a po několika letech musela Dánsko opustit. Po dvouletém pobytu v Drážďanech, kam byl hrabě Ahlefeldt roku 1798 povolán jako vyslanec, se v roce 1800 trvale odstěhovali do Prahy, kde Marie Terezie i s manželem žila až do své smrti v roce 1810. Také hrabě Ferdinand Antonín zemřel v Praze 28. září 1815, avšak bližší podrobnosti o jejich činnosti v této době nejsou známy.

## Dílo
Přesný počet titulů není dosud zcela znám. RISM OPAC udává 9 opusů, z toho jedna symfonie je připisována také českému skladateli Františku Xaverovi Pokornému.
Opera-balet:
- Telemak paa Calypsos Øe (Télemachos a Kalypsó). 4 dějství, libreto a choreografie: Baletní mistr Vincenzo Galeotti, 1782. Dánské vydání 1792, text (zřejmě dánský): Christen Henriksen Pram

Symfonie:
- in F pro 4. smyčcový orchestr, 2 hoboje a 2 lesní rohy;
- in D, připisována též Fr. X. Pokornému

Vokální skladby:
- Il mio ben quando verrà árie kolem roku 1789
- L'Harmonie kantáta pro 2 soprány, sbor a orchestr
- Romanze di Nina pro soprán a nástroje (Partitura (MS) v Královské sbírce hudebnin v Drážďanech)
- 3 opery

Balet:
- 2 balety